# Хелена Шарлота София фон Сайн-Витгенщайн-Берлебург
Хелена Шарлота София фон Сайн-Витгенщайн-Берлебург (на немски: Helene Charlotte Sophie zu Sayn-Wittgenstein-Berleburg; * 8 декември 1739; † 4 ноември 1805 в Реда) е графиня от Сайн-Витгенщайн-Берлебург-Лудвигсбург и чрез женитба графиня на Бентхайм-Текленбург и Лимбург.
Тя е най-малката дъщеря на граф Лудвиг Франц фон Сайн-Витгенщайн-Берлебург-Лудвигсбург (1694 – 1750) и съпругата му графиня Хелена Емилия фон Золмс-Барут (1700 – 1750), дъщеря на граф Йохан Кристиан I фон Золмс-Барут (1670 – 1726) и графиня Хелена Констанция фон Донерсмарк (1677 – 1753). Сестра е на Ернестина Елеонора (1731 – 1791) и Констанца София (1733 – 1776).
Хелена Шарлота София фон Сайн-Витгенщайн-Берлебург умира на 4 ноември 1805 г. на 65 години в Реда, два дена след нейния съпруг граф Мориц Казимир II фон Бентхайм-Текленбург.

## Фамилия
Хелена Шарлота София фон Сайн-Витгенщайн-Берлебург се омъжва на 2 септември 1761 г. в Берлебург за граф Мориц Казимир II фон Бентхайм-Текленбург (* 12 септември 1735; † 2 ноември 1805 в Реда), син на граф Мориц Казимир I фон Бентхайм-Текленбург-Реда (1701 – 1768) и първата му съпруга графиня Албертина Хенриета фон Изенбург-Бюдинген-Меерхолц (1703 – 1749). Те имат пет деца:
- дете (*/† 17 октомври 1762)
- Мориц Казимир III (* 18 юни 1764; † 20 април 1806), граф на Бентхайм-Текленбург, женен на 13 юли 1789 г. в Лемго за Филипина Хенриета Вилхелмина фон Изенбург-Бюдинген (1772 – 1834), дъщеря на граф Кристиан Карл фон Изенбург-Бюдинген-Филипсайх (1732 – 1779) и Констанца София фон Сайн-Витгенщайн-Берлебург (1733 – 1776)
- Емил Фридрих Карл (* 11 май 1765; † 17 април 1837), принц на Бентхайм-Текленбург, женен на 26 май 1791 г. във Витгенщайн за графиня Луиза фон Сайн-Витгенщайн-Хоенщайн (1768 – 1828), дъщеря на граф Йохан Лудвиг фон Сайн-Витгенщайн-Хоенщайн (1740 – 1796) и Фридерика Каролина Луиза фон Пюклер-Лимпург (1738 – 1772)
- Фридрих Вилхелм Христиан Август (* 21 януари 1767; † 26 декември 1835), граф на Бентхайм-Текленбург-Реда, женен на 16 март 1797 г. във Витгенщайн за графиня Вилхелмина Елизабет Каролина фон Сайн-Витгенщайн-Хоенщайн (1773 – 1856), дъщеря на граф Йохан Лудвиг фон Сайн-Витгенщайн-Хоенщайн (1740 – 1796) и Вилхелмина Хенриета Каролина фон Пюклер-Лимпург (1746 – 1800)
- Амалия Изабела Сидония (* 6 декември 1768; † 6 август 1822), омъжена на 1 април 1791 г. в Реда за граф Хайнрих Фердинанд фон Изенбург-Бюдинген-Филипсайх, баварски генерал (1770 – 1838), син на граф Кристиан Карл фон Изенбург-Бюдинген-Филипсайх (1732 – 1779) и Констанца София фон Сайн-Витгенщайн-Берлебург (1733 – 1776).